# Pterotrichina
Pterotrichina är ett släkte av spindlar. Pterotrichina ingår i familjen plattbuksspindlar.
Kladogram enligt Catalogue of Life:
| Pterotrichina | \| \| Pterotrichina elegans \| \| \| \| \| \| Pterotrichina nova \| \| \| \| |
|               | \| \| Pterotrichina elegans \| \| \| \| \| \| Pterotrichina nova \| \| \| \| |
|               | Pterotrichina elegans                                                        |
|               |                                                                              |
|               | Pterotrichina nova                                                           |
|               |                                                                              |